# 들깨
들깨(학명: Perilla frutescens, 영어: Korean perilla)는 꿀풀과의 한해살이풀 또는 그 씨이다. 잎은 깻잎(문화어: 깨잎)이라고 하며, 씨를 짠 기름을 들기름이라고 한다. 동남아시아와 인도 고지가 원산지로, 한반도, 중국 중남부, 인도 등지에 분포한다. 한국에서는 남북국 시대에 널리 심었다는 기록이 있으며, 그 이전부터 심었던 것으로 보인다.
대한민국에서 재배되는 주요 들깨 품종으로는 동글2호, 남천들깨, 늘보라들깨, 일엽들깨, 보라들깨 등이 있다. 참깨는 다른 종이며, 소엽은 같은 종에 속하는 변종이다.

## 이름
들깨는 꿀풀과의 한해살이 풀과 그 씨를 함께 일컫는 말이다. 백소(白蘇), 수임(水荏), 야임(野荏), 임자(荏子)로 부르기도 한다.
들깨의 잎은 깻잎(문화어: 깨잎)이라고 부르고, 들깨로 짠 기름은 들기름이라고 부른다. 일본어로는 "에고마"(일본어: エゴマ/荏胡麻)라고 부르며, 중국어로는 "바이쯔쑤"(중국어 간체자: 白紫苏, 정체자: 白紫蘇, 병음: báizǐsū)라고 부른다.

## 생김새
높이는 60~90센티미터이며 전체적으로 강한 향기를 풍긴다. 줄기는 네모지며 곧게 자라고 긴 털이 있다. 잎은 마주나고 난상 원형으로 끝이 뾰족하며 밑부분은 둥글다. 길이 7~12센티미터, 너비 5~8센티미터로, 가장자리에 둔한 톱니가 있고 잎자루가 길다. 녹색이지만 때로는 뒷면에 자줏빛이 돈다. 8~9월에 피는 꽃은 흰색이며 가지 끝과 원줄기 끝의 총상꽃차례에 달린다. 꽃받침은 길이 3~4밀리미터로, 위쪽의 것이 3개로 갈라지며 아래쪽 것은 더욱 길고 2개로 갈라지며 긴 털이 있다. 꽃부리는 길이 4~5밀리미터로서 하순이 약간 길다. 수술 4개 중 2개가 길다. 열매는 분과로, 꽃받침 안에 들어 있으며 둥글고 지름 2밑리미터 정도로서 겉에 그물 무늬가 있다.

## 재배 특성
들깨를 자연 그대로 자라게 두면 열매를 적게 맺어 수확량이 적다. 여름에 줄기를 밑에서 5센티미터 정도만 남기고 자르면 새 줄기가 자라고 가을에 열매를 더 많이 맺는다. 이때 잘라낸 줄기에서 잎을 수확할 수 있다. 잎은 여름부터 가을에 걸쳐 수확하며, 들깨는 가을에 과실이 성숙하면 풀포기 채로 채취해 씨앗을 떨어낸 다음 햇볕에 말린다.

## 쓰임새

### 들깨
들기름을 짜서 쓰거나, 기름을 짜지 않고 씨를 볶아서 가루를 내 양념이나 고명으로 쓴다. 들깨엿을 만들어 겨울철 간식으로 먹기도 했다.
먹는 들기름은 주로 볶은 들깨로 짜며, 국이나 나물 등의 요리에 많이 쓰인다. 들깻가루는 국수, 국, 김치 등에 뿌려 먹는다. 또한 어묵에도 넣고, 샐러드드레싱으로도 쓴다.
과거에는 들기름을 등잔 기름으로 쓰기도 하고, 종이를 들기름에 결어서 장판지로 쓰기도 했다. 들기름은 또한 페인트, 바니시, 리놀륨, 인쇄용 잉크, 포마드, 비누 등의 원료로도 쓰인다. 원료로 쓰거나 물건을 겯는 데에 쓰는 들기름은 볶지 않은 들깨에서 짠다.
들기름을 짜고 남은 깻묵은 비료나 사료로 쓰인다.

### 깻잎
한국에서는 깻잎을 따서 쌈 채소로 먹거나, 간장이나 된장에 절여 장아찌를 담가 먹는다. 김치를 담가 먹거나 나물로 먹기도 한다. 고기 요리에 허브로 쓰이기도 하고, 볶음밥 등에도 들어간다. 퓨전 양식에서 깻잎이 바질 등을 대체하기도 한다. 열량이 낮은 편이며, 식이섬유소가 포만감을 준다.
깻잎의 주요 성분으로는 베타카로틴 및 로즈마린산이 함유되어있는 것으로 알려져있다.

## 사진첩

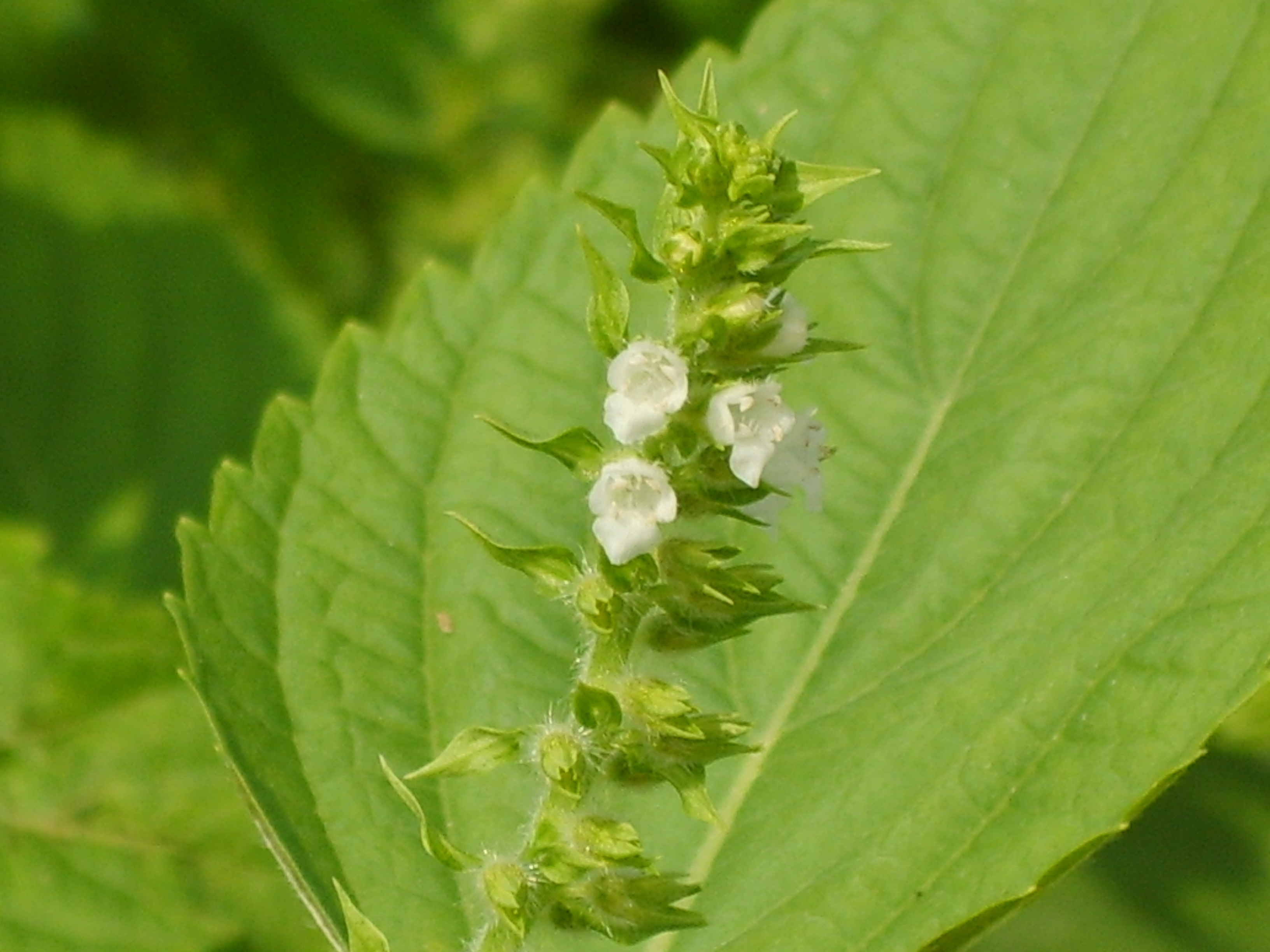
꽃
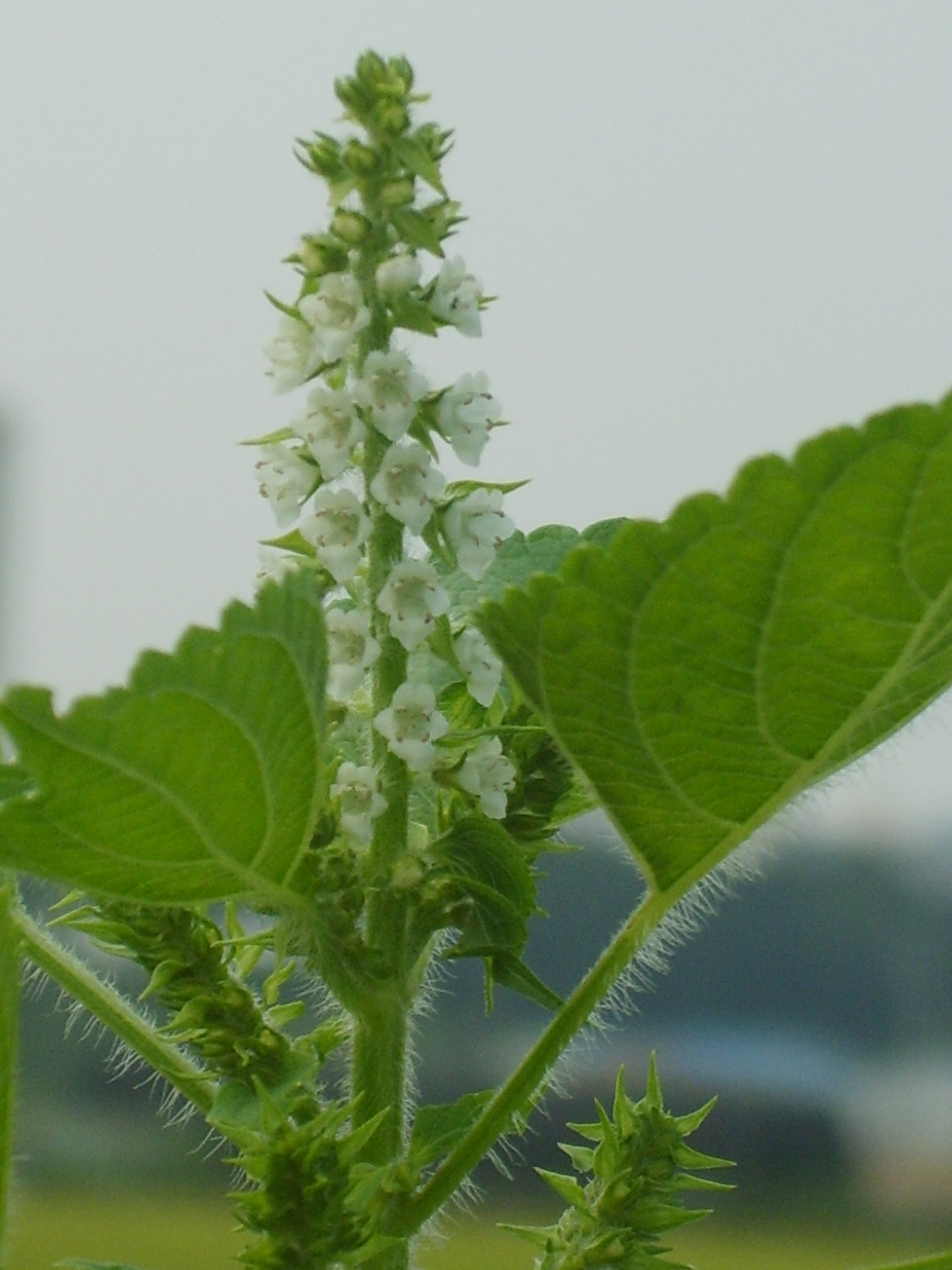
꽃차례
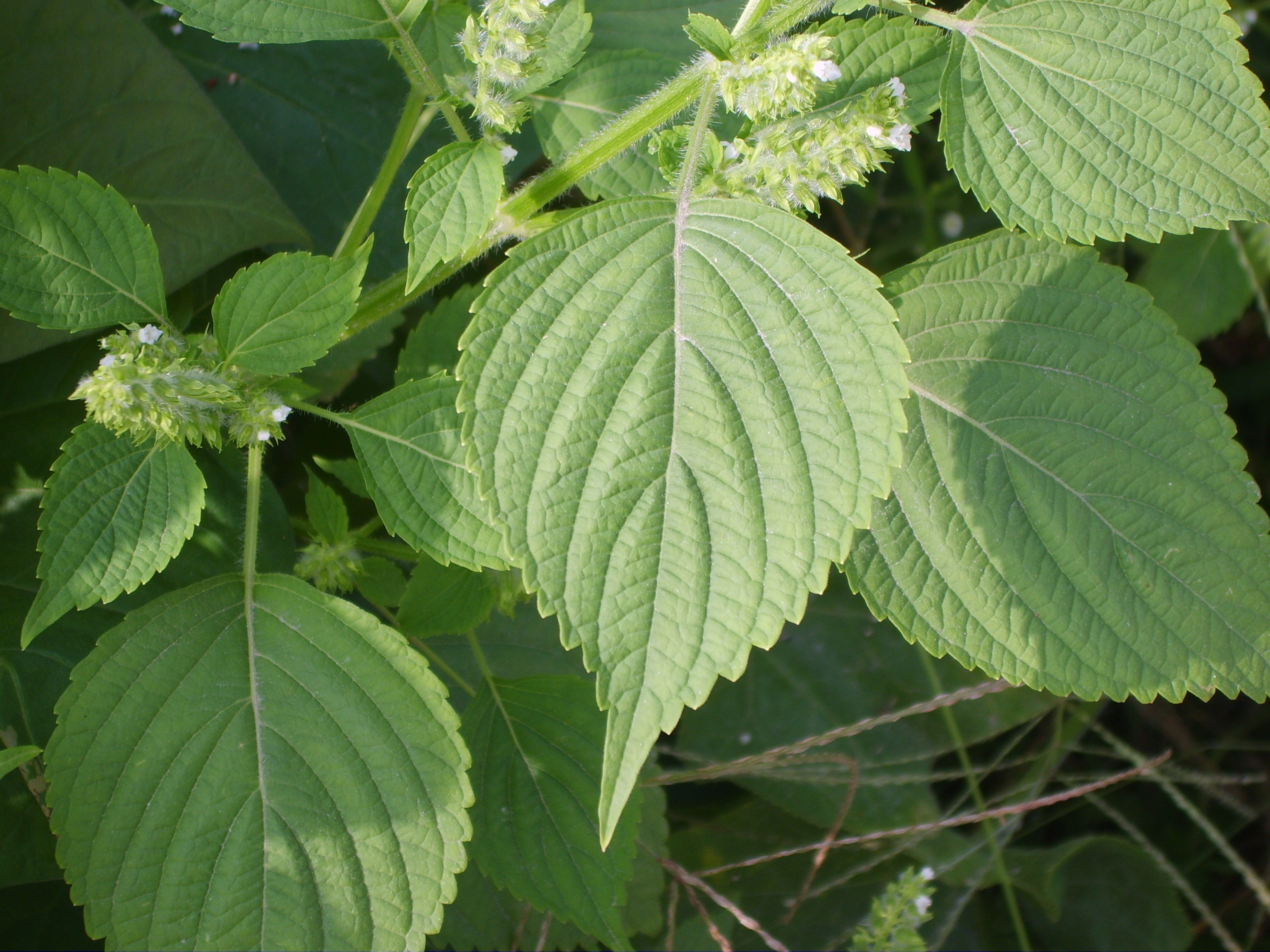
잎
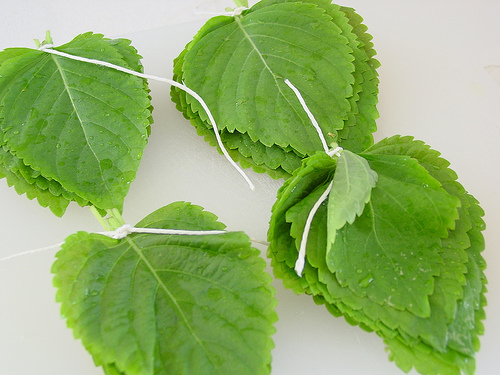
깻잎
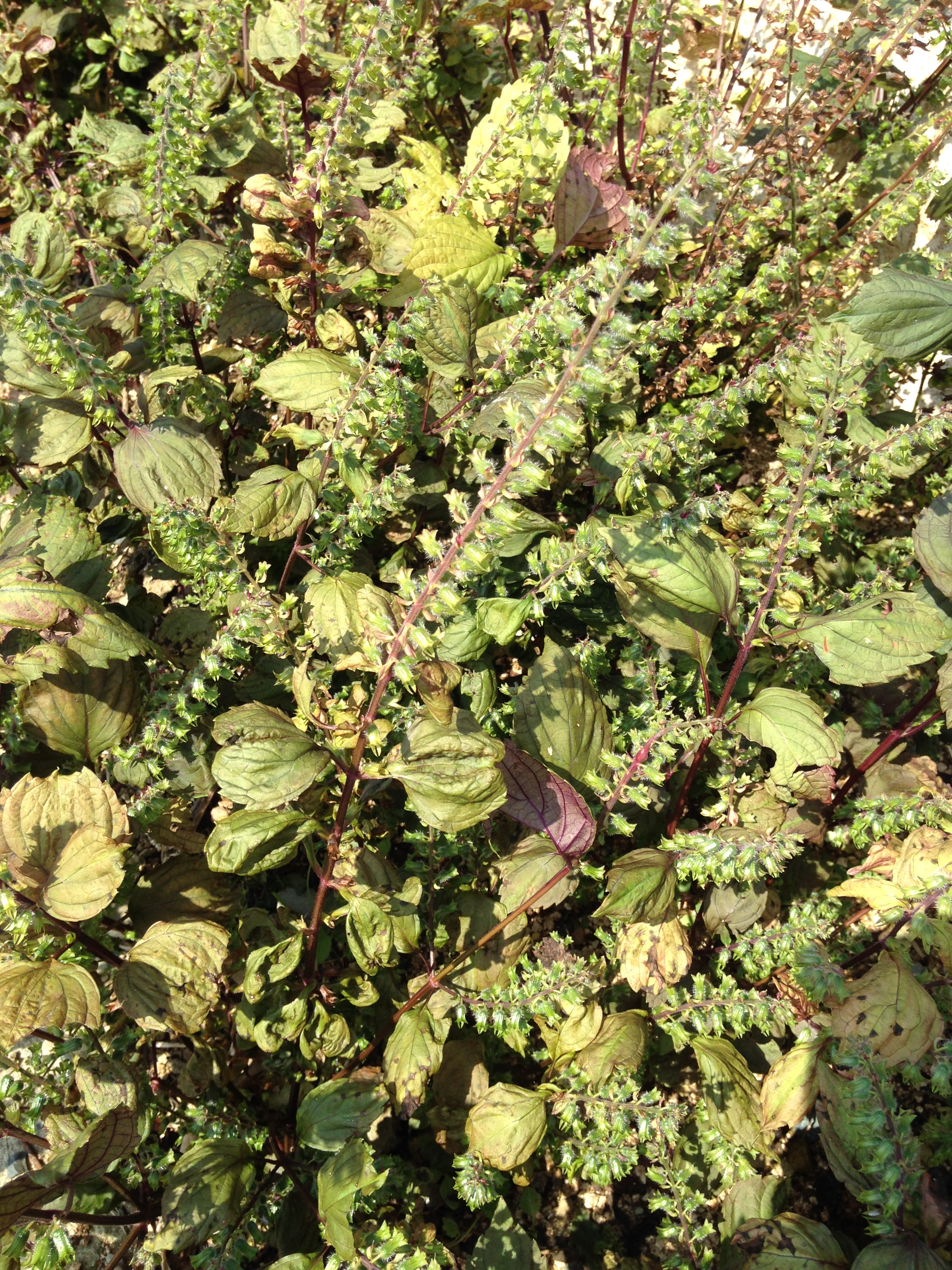
줄기를 잘라내어 열매를 맺은 들깨

## 비슷한 식물
- 참깨(Sesamum indicum): 꿀풀목 참깨과 참깨속에 속하는 다른 종이다.
- 소엽(Perilla frutescens var. crispa): 들깨의 변종이다. 일식의 시소(일본어: シソ)는 소엽이다.

## 같이 보기
- 깻잎 논쟁
- 깨
- 들기름
- 참깨
- 참기름

## 참고 문헌
- 이 문서에는 다음커뮤니케이션(현 카카오)에서 GFDL 또는 CC-SA 라이선스로 배포한 글로벌 세계대백과사전의 내용을 기초로 작성된 글이 포함되어 있습니다.
- (로즈마린산, 아토피 질환에 효과 - 국민일보) http://news.kmib.co.kr/article/view.asp?arcid=0002219630&code=14190000&sid1=al
- (하이닥(www.hidoc.co.kr) -msn뉴스)칼슘과 철분까지? 영양 만점 ‘들깨’의 건강 효능)https://www.msn.com/ko-kr/news/living/%EC%B9%BC%EC%8A%98%EA%B3%BC-%EC%B2%A0%EB%B6%84%EA%B9%8C%EC%A7%80-%EC%98%81%EC%96%91-%EB%A7%8C%EC%A0%90-%E2%80%98%EB%93%A4%EA%B9%A8%E2%80%99%EC%9D%98-%EA%B1%B4%EA%B0%95-%ED%9A%A8%EB%8A%A5/ar-AAyQbJU%5B깨진+링크(과거+내용+찾기)%5D